# Cropera modesta
Cropera modesta är en fjärilsart som beskrevs av William Schaus och Clements 1893. Cropera modesta ingår i släktet Cropera och familjen tofsspinnare. Inga underarter finns listade i Catalogue of Life.